# Dumitrești
Dumitresti là một xã thuộc hạt Vrancea, România. Dân số thời điểm năm 2002 là 5312 người.